# Porte Saint-Denis

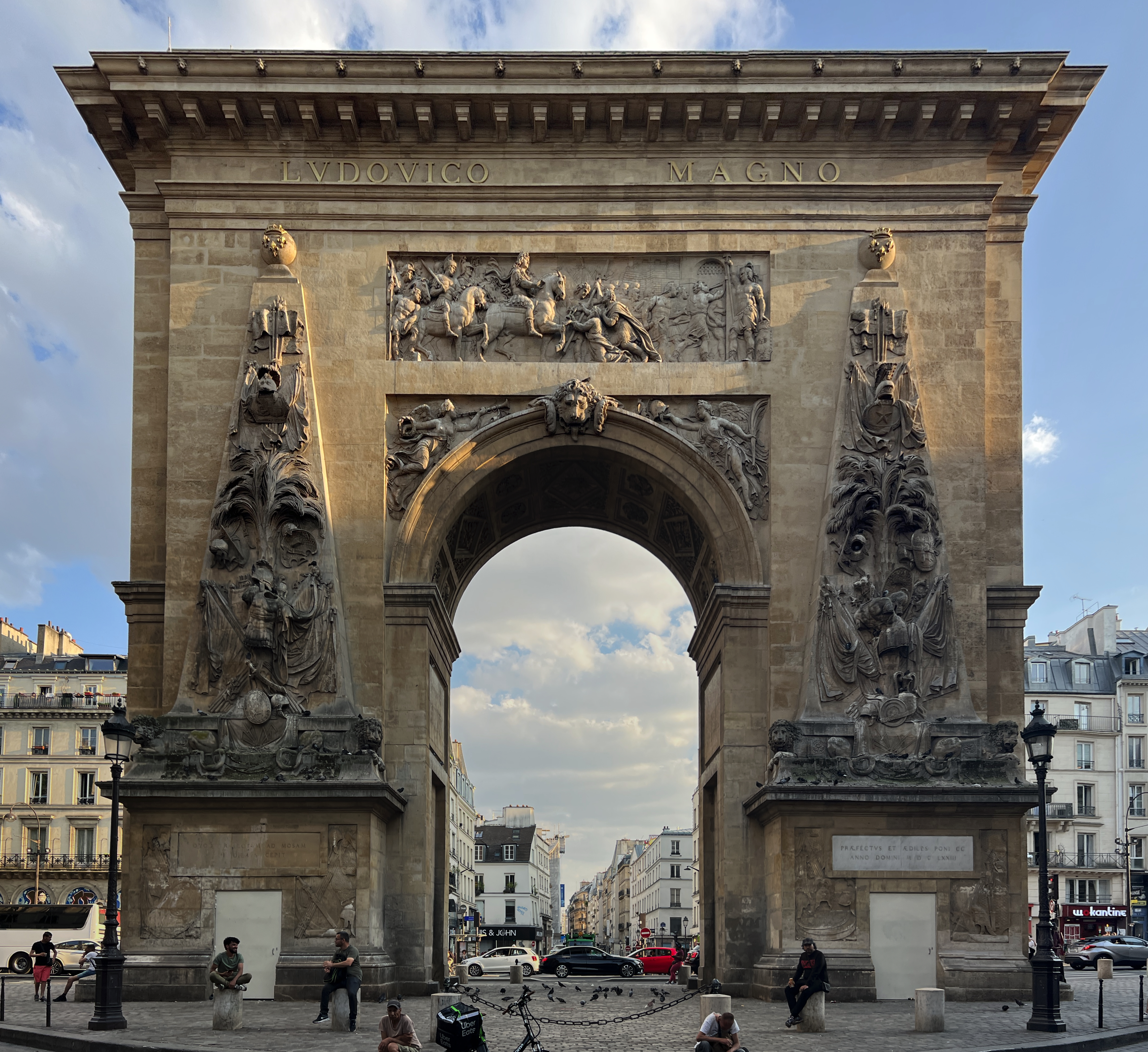
Porte Saint-Denis

Die heutige Porte Saint-Denis ist ein Denkmal in Form eines Triumphbogens in Paris. Sie ist das vierte von fünf Bauwerken in der Geschichte der Stadt mit diesem Namen. Das Bauwerk wurde von François Blondel 1672 im Stil des Titusbogens zu Ehren des französischen Königs Ludwig XIV. erbaut und stellt eines der bedeutendsten Monumente der repräsentativen Kunst der damaligen Zeit dar.
Der Bogen der Porte Saint-Denis diente als Vorbild für den weitaus bekannteren Arc de Triomphe de l’Étoile, der 1836 fertiggestellt wurde, wie auch für die 1909 in New York fertiggestellte Manhattan Bridge.

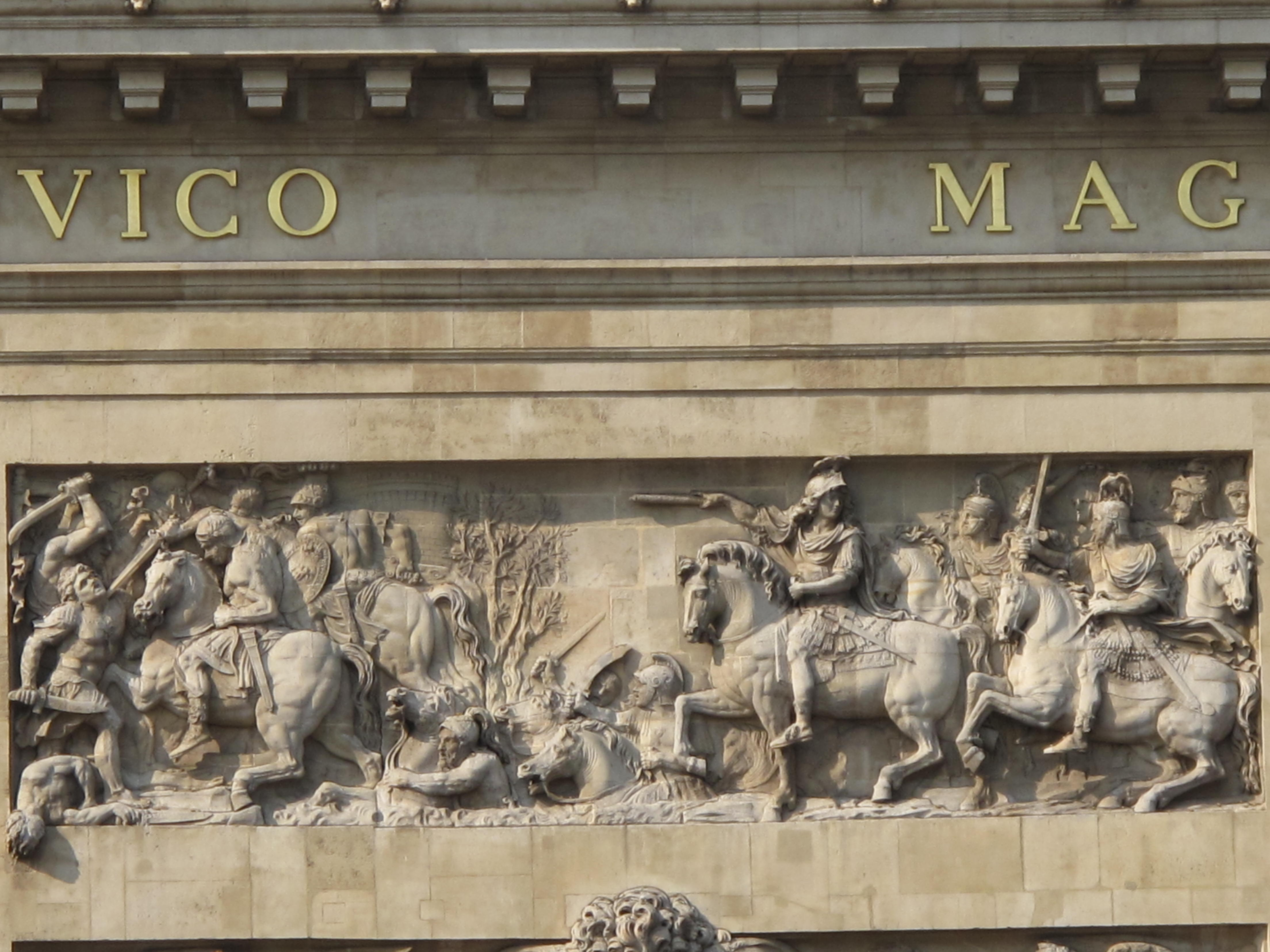
Die Überquerung des Rheins

## Lage
Die Porte Saint-Denis befindet sich an der Kreuzung der Straßen Rue Saint-Denis, Rue du Faubourg-Saint-Denis, Boulevard de Bonne-Nouvelle und Boulevard Saint-Denis.

## Reliefs

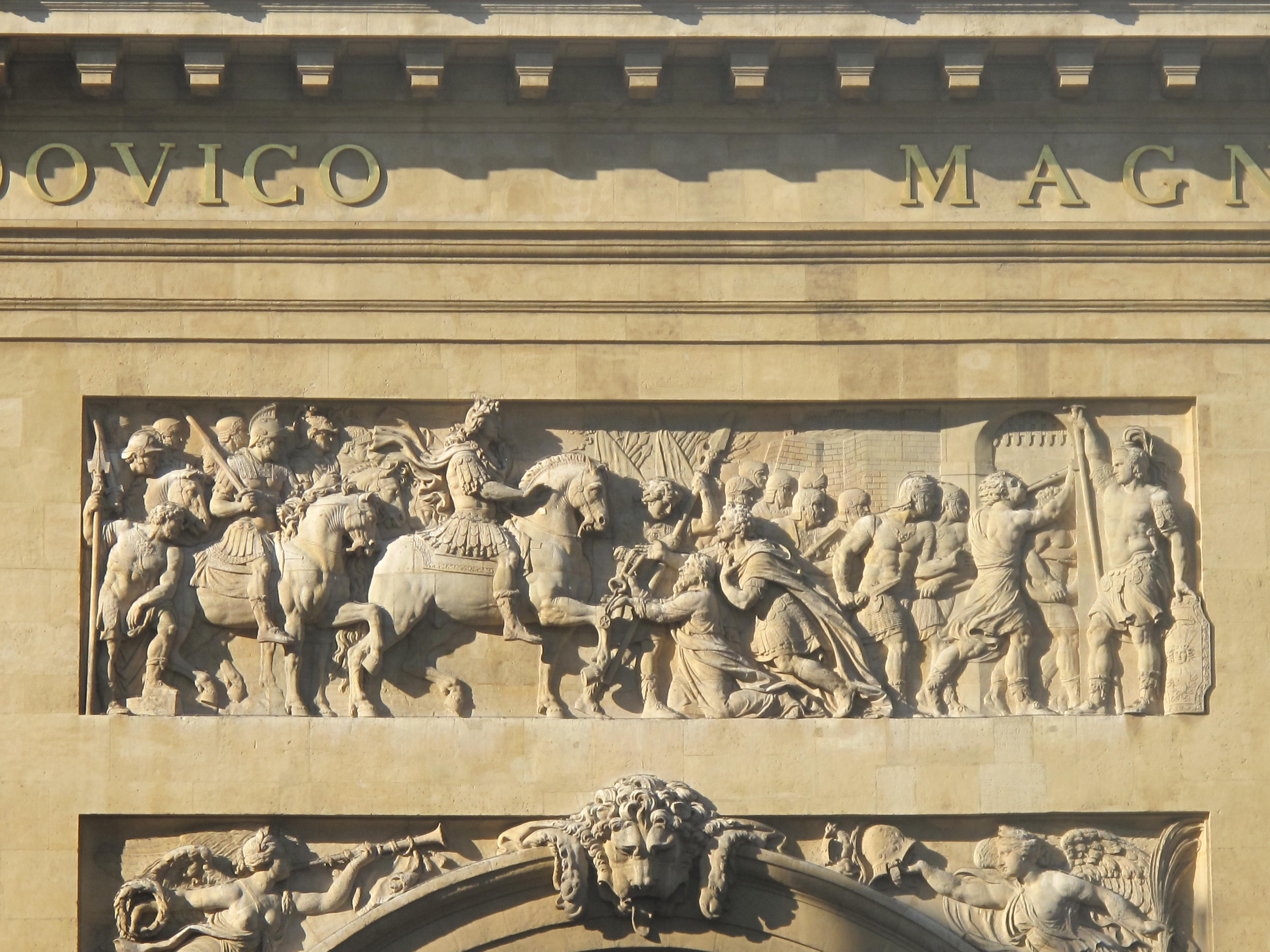
Die Einnahme Maastrichts

Das Flachrelief auf der Südseite von Michel Anguier stellt die Überquerung des Rheins dar. Zusätzlich werden weitere allegorische Darstellungen des Rheins und Hollands gezeigt.
An der Nordfassade befindet sich die Darstellung der Unterwerfung der Stadt Maastricht durch Ludwig XIV.

## Andere Portes Saint-Denis in Paris
Alle fünf Bauwerke mit der Bezeichnung Porte Saint-Denis lagen oder liegen auf der Achse der Rue Saint-Denis, der Straße, die von Paris nach Saint-Denis führt.

### Die erste Porte Saint-Denis (10. Jahrhundert)
Die erste Porte Saint-Denis in der Geschichte der Stadt Paris wurde im 10. Jahrhundert erbaut und befand sich genau vor der Kreuzung der heutigen Straßen Rue de la Ferronnerie und Rue de la Reynie, auf der Höhe der Hausnummer 39 der Rue Saint-Denis (48° 51′ 36,2″ N, 2° 20′ 53,5″ O).

### Die zweite Porte Saint-Denis (Anfang 13. Jahrhundert)

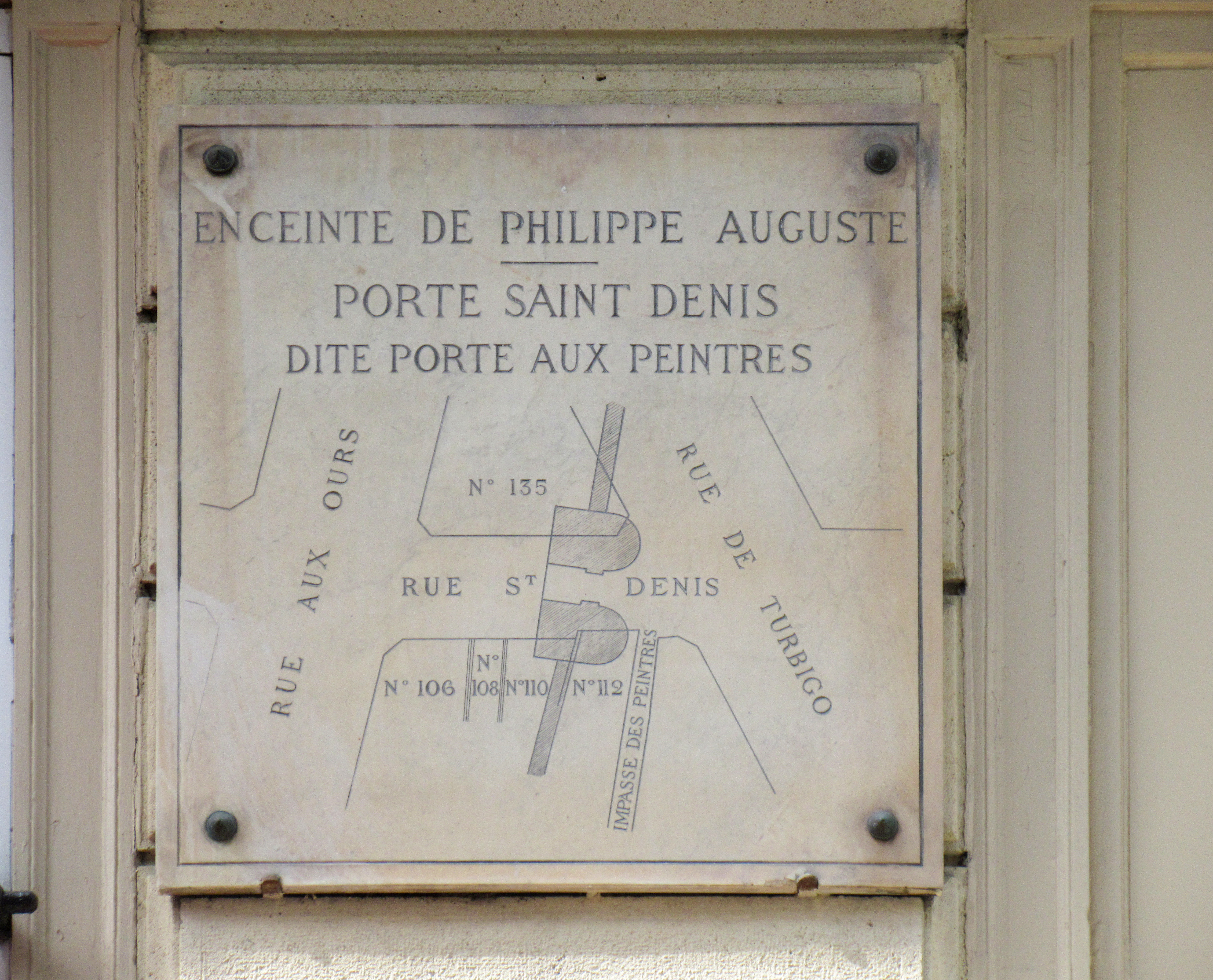
Gedenktafel an der Stelle der ehemaligen Porte Saint-Denis der Stadtmauer Philipps II. am Haus Rue Saint-Denis Nr. 135

Die zweite Porte Saint-Denis, auch „Porte aux Peintres“ genannt, war Teil der Stadtmauer Philipps II. und wurde zu Beginn des 13. Jahrhunderts erbaut. Sie befand sich auf der Nordseite der Kreuzung der Rue Saint-Denis und der Rue Étienne-Marcel (48° 51′ 50″ N, 2° 21′ 0,2″ O); die Sackgasse „Impasse des Peintres“ liegt auf ihrem ehemaligen äußeren Wachweg.

### Die dritte Porte Saint-Denis (14. Jahrhundert)

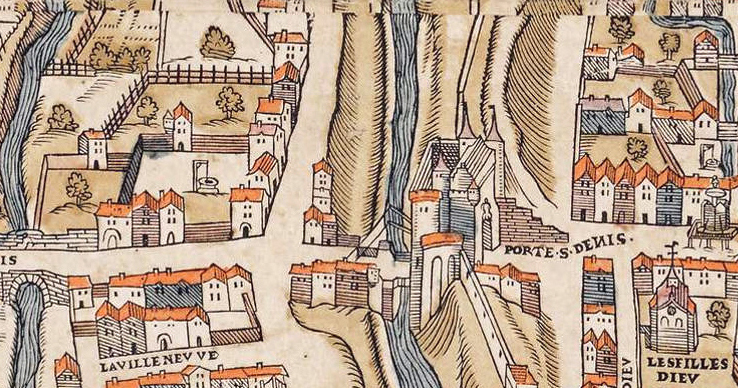
Porte Saint-Denis auf dem Plan von Truschet und Hoyau (um 1550)

.

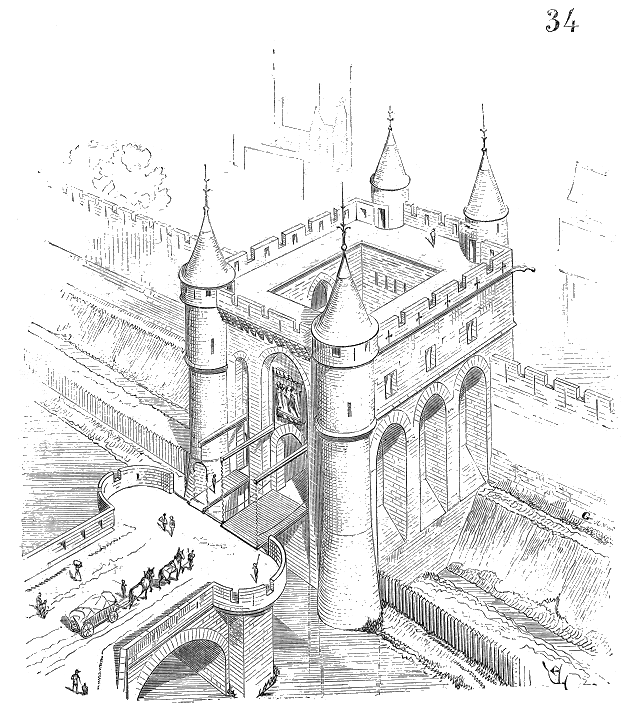
Die Porte Saint-Denis der Stadtmauer Karls V.

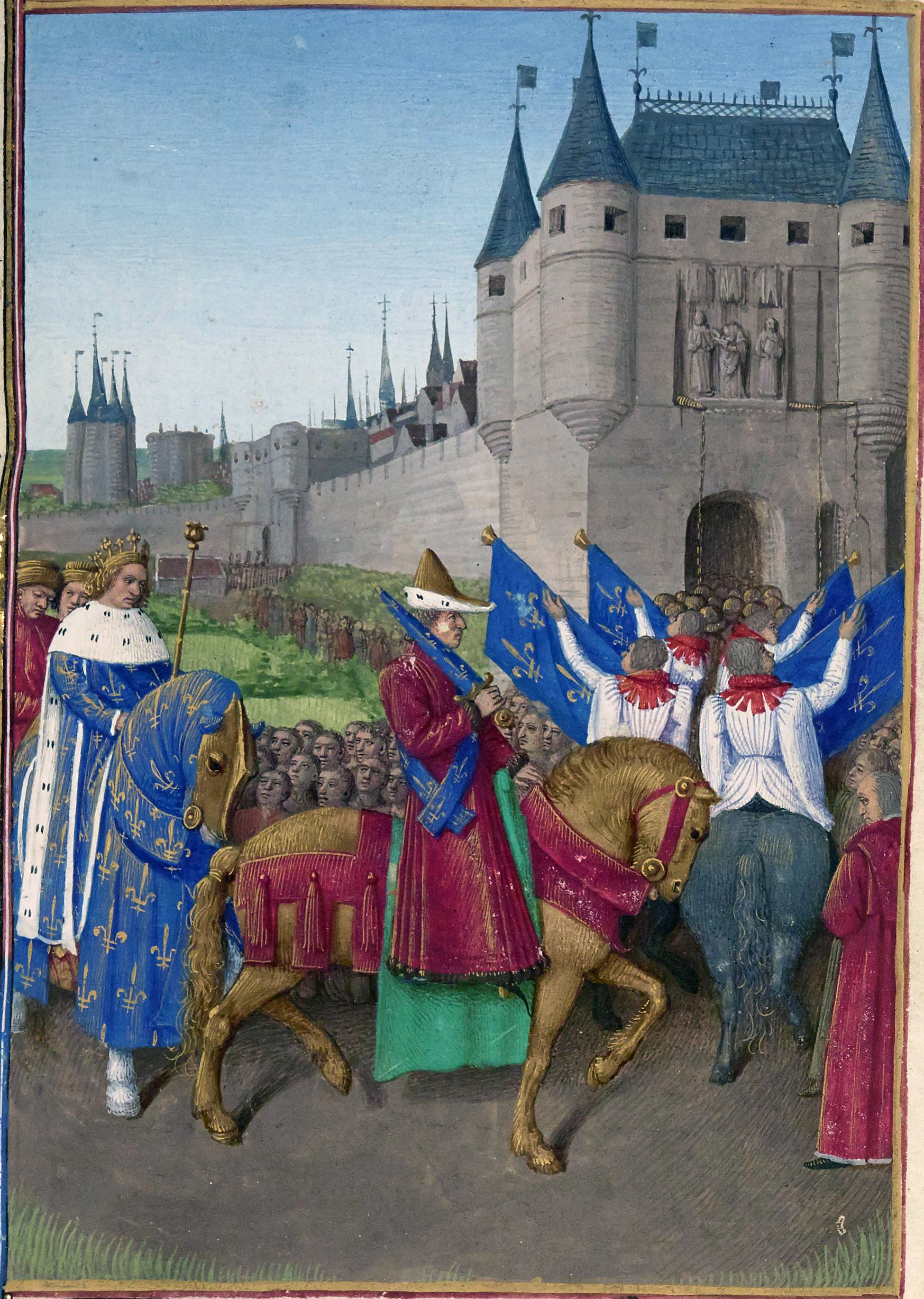
Einritt Karls V. nach Paris am 2. August 1358 (Miniatur aus den Grandes Chroniques de France des Jean Fouquet)

Die dritte Porte Saint-Denis, auch „Bastide Saint-Denis“ genannt, wurde im 14. Jahrhundert erbaut und war Teil der Stadtmauer Karls V. Sie befand sich 60 Meter südlich von dem heutigen Triumphbogen gleichen Namens, auf der Höhe der heutigen Hausnummern 285 bis 246/248 der Rue Saint-Denis, jenseits der Kreuzung mit der Rue Blondel (48° 52′ 8,7″ N, 2° 21′ 8,2″ O). Sie bestand aus einem Bauwerk mit Zugbrücke, einer weiteren Brücke und einem Vorposten.

### Die fünfte Porte Saint-Denis (1841)
Noch weiter nördlich führen die Rue Marx-Dormoy und dann die Rue de la Chapelle zur heutigen „Porte de la Chapelle“, direkt hinter der Kreuzung mit dem Boulevard Ney, der auf dem früheren Wachweg mit der Bezeichnung „Rue Militaire“ liegt. Die Porte de la Chapelle trug früher, als fünftes Bauwerk in der Pariser Geschichte, ebenfalls den Namen Porte Saint-Denis und bildete ein Stadttor in der Thiersschen Stadtbefestigung zwischen den Bastionen 33 und 34 (48° 53′ 55,4″ N, 2° 21′ 32,8″ O).